# Cheech und Chong

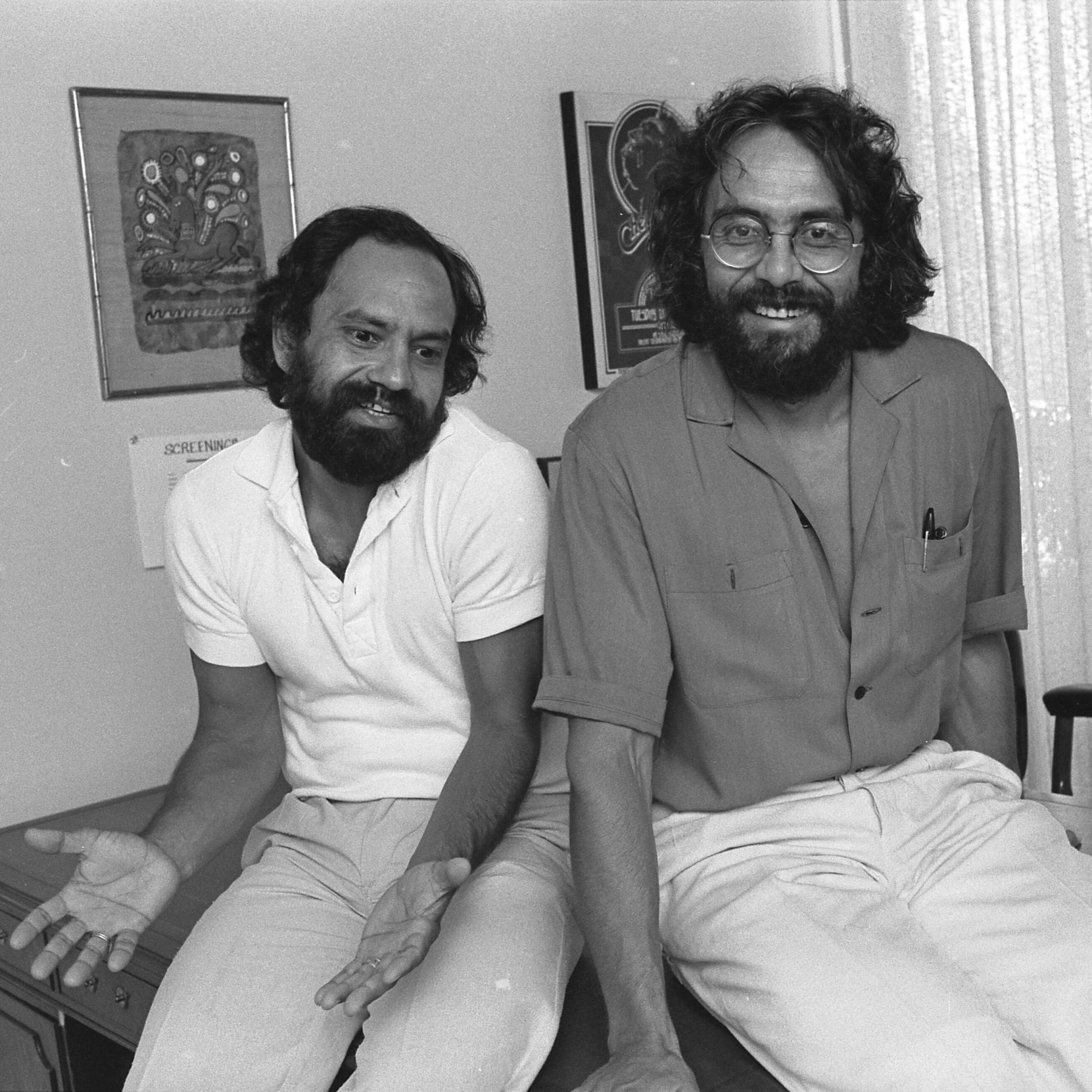
Cheech Marin (links) und Tommy Chong (1979)

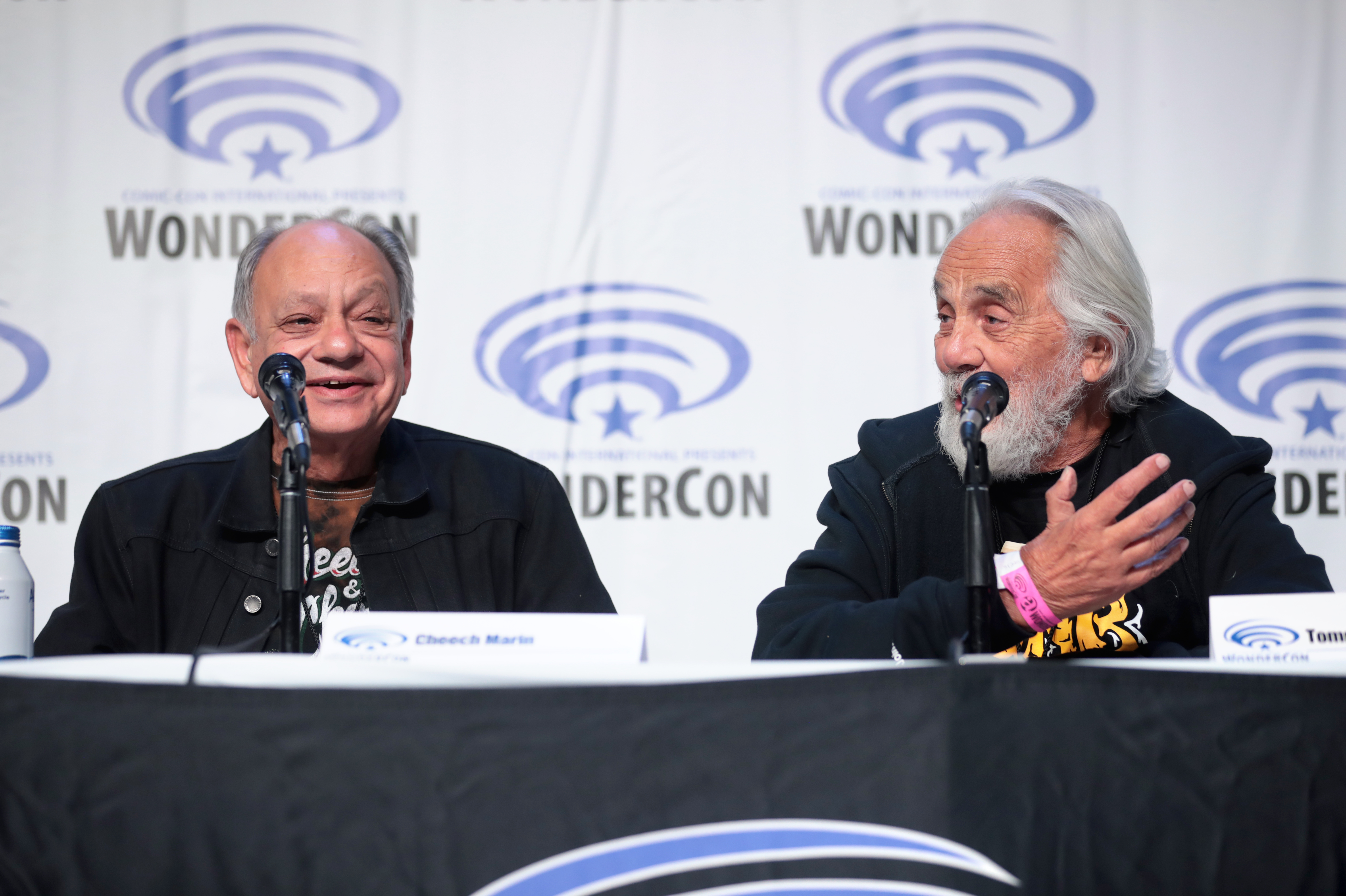
Marin und Chong auf der WonderCon (2022)

Cheech und Chong sind ein Comedy- und Schauspielerduo, bestehend aus Cheech Marin und Tommy Chong, das in den 1970er- und 1980er-Jahren Hauptdarsteller einer Filmreihe war. Sie gelten als Pioniere des Stoner-Movies, eines Filmgenres, das vor allem durch eine komische und überzogene Darstellung des Cannabiskonsums, dessen Auswirkungen und die Stereotype eines Kiffers definiert ist.

## Filmografie

### Cheech-und-Chong-Reihe
- 1978: Viel Rauch um nichts (Up in Smoke)
- 1980: Noch mehr Rauch um überhaupt nichts (Cheech & Chong’s Next Movie)
- 1981: Cheech & Chongs heiße Träume (Cheech & Chong’s Nice Dreams)
- 1982: Cheech & Chong im Dauerstress (Things Are Tough All Over)
- 1983: Jetzt raucht überhaupt nichts mehr (Still Smokin’)
- 1984: Cheech & Chong – Weit und breit kein Rauch in Sicht (Cheech & Chong’s The Corsican Brothers)
- 1985: Jetzt hats sich ausgeraucht! (Get Out Of My Room)
- 1990: Far Out Man
- 2010: Cheech & Chong’s Hey Watch This!
- 2013: Cheech & Chong’s Animated Movie
- 2024: Cheech and Chong’s Last Movie (Dokumentarfilm)

### Sonstige
- 1983: Dotterbart (Yellowbeard)
- 1985: Die Zeit nach Mitternacht (After Hours)

## Diskografie

### Alben
| Jahr | Titel                      | Höchstplatzierung, Gesamtwochen, AuszeichnungChartsChartplatzierungen (Jahr, Titel, Platzierungen, Wochen, Auszeichnungen, Anmerkungen) | Anmerkungen |
| Jahr | Titel                      | US | Anmerkungen |
| ---- | -------------------------- | --- | ----------- |
| 1971 | Cheech and Chong           | US28 Gold · (64 Wo.)US |             |
| 1972 | Big Bambu                  | US2 Gold · (111 Wo.)US |             |
| 1973 | Los Cochinos               | US2 Gold · (69 Wo.)US |             |
| 1974 | Wedding Album              | US5 Gold · (25 Wo.)US |             |
| 1976 | Sleeping Beauty            | US25 (13 Wo.)US |             |
| 1979 | Up in Smoke                | US162 (7 Wo.)US |             |
| 1979 | Let’s Make a New Dope Deal | US173 (3 Wo.)US |             |
| 1985 | Get Out of My Room         | US71 (11 Wo.)US |             |

Weitere Alben
- 1981: Greatest Hit
- 2002: Where There’s Smoke There’s Cheech & Chong

### Singles
| Jahr | Titel Album                                                               | Höchstplatzierung, Gesamtwochen, AuszeichnungChartsChartplatzierungen (Jahr, Titel, Album, Platzierungen, Wochen, Auszeichnungen, Anmerkungen) | Anmerkungen            |
| Jahr | Titel Album                                                               | US | Anmerkungen            |
| ---- | ------------------------------------------------------------------------- | --- | ---------------------- |
| 1973 | Basketball Jones Los Cochinos                                             | US15 (11 Wo.)US | feat. Tyrone Shoelaces |
| 1973 | Sister Mary Elephant Big Bambu                                            | US24 (12 Wo.)US |                        |
| 1974 | Earache My Eye Wedding Album                                              | US9 (13 Wo.)US |                        |
| 1974 | Black Lassie Wedding Album                                                | US55 (6 Wo.)US |                        |
| 1975 | (How I Spent My Summer Vacation) or A Day At The Beach With Pedro & Man – | US54 (5 Wo.)US |                        |
| 1976 | Framed Sleeping Beauty                                                    | US41 (8 Wo.)US |                        |
| 1977 | Bloat On Let’s Make a New Dope Deal                                       | US41 (10 Wo.)US |                        |
| 1985 | Born In East L.A. Get Out Of My Room                                      | US48 (11 Wo.)US |                        |

Weitere Singles
- 1971: Santa Claus and His Old Lady
- 1977: Rudolph The Red-Nosed Reindeer
- 1978: Up In Smoke
- 1985: I’m Not Home Right Now

2018 feierten Marin und Chong das 40-jährige Jubiläum des Films Viel Rauch um nichts mit der Veröffentlichung einer Neuauflage des Titelsongs.

### Videoalben
- 1985: Get Out Of My Room (US: Gold)

## Auszeichnungen für Musikverkäufe
| Goldene Schallplatte - Kanada - 1976: für das Album Wedding Album |

Anmerkung: Auszeichnungen in Ländern aus den Charttabellen bzw. Chartboxen sind in ebendiesen zu finden.
| Land/RegionAuszeichnungen für Musikverkäufe (Land/Region, Auszeichnungen, Verkäufe, Quellen) | Gold     | Platin | Verkäufe  | Quellen         |
| -------------------------------------------------------------------------------------------- | -------- | ------ | --------- | --------------- |
| Kanada (MC)                                                                                  | Gold1    | —      | 50.000    | musiccanada.com |
| Vereinigte Staaten (RIAA)                                                                    | 5× Gold5 | —      | 2.050.000 | riaa.com        |
| Insgesamt                                                                                    | 6× Gold6 | —      |           |                 |

## Parodien
Cheech und Chong wurden in der Simpsons-Episode Ein Sommernachtstrip parodiert. Auch in einer Folge von South Park wurden sie gezeigt.